# Antoinette VII
Die Antoinette VII war ein französischer Eindecker von 1909. Die Antoinette VII war eines der ersten erfolgreich in Serie gebauten Flugzeuge. Mit ihrem unmittelbaren Vorgänger, der Antoinette IV, wurde versucht, den Ärmelkanal erstmals zu überfliegen.
Die Firma Société Antoinette wurde 1904 von Léon Levavasseur gegründet. Levavasseur beschäftigte sich eigentlich mit Bootsmotoren. Auf Basis dieser Motoren entstand der hervorragende 8-Zylinder Antoinette-V-Motor, einer der wichtigsten Flugzeugmotoren der frühen Luftfahrt.
Ab 1908 baute Levavasseur dann eigene Flugzeuge. Die Antoinette I–III waren noch Nachbauten anderer Maschinen. Ab der Antoinette IV konstruierte Levavasseur seine berühmten Antoinette-Eindecker, die einen bootsähnlichen Rumpf hatten. Mit der Antoinette VI stellte er die Steuerung des Flugzeugs von Querruder auf Flügelverwindung um. Die Maschine machte am 17. April 1909 ihren Erstflug. Kurz zuvor war Hubert Latham Chefpilot bei der Société Antoinette geworden.

## Flugversuche über den Ärmelkanal

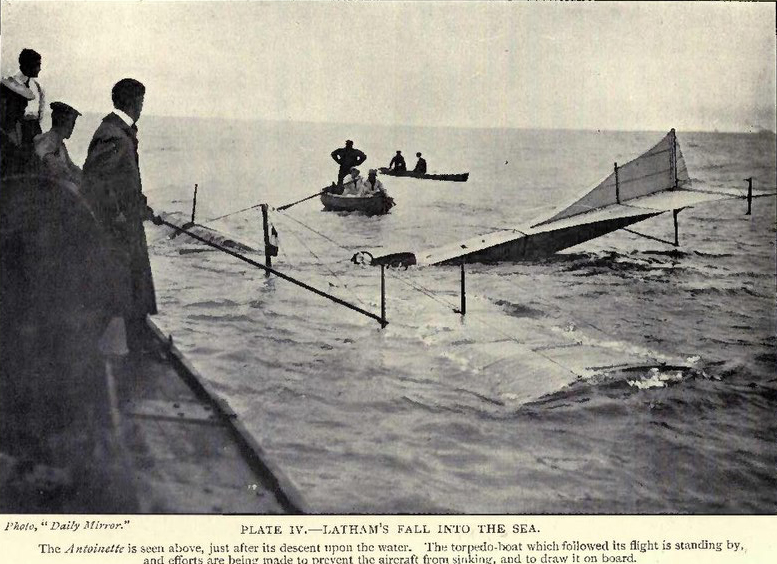
Lathams Antoinette VII am 27. Juli 1909 nach der Notwasserung vor der englischen Küste

Die englische Zeitung Daily Mail hatte im Oktober 1908 einen Preis über 10.000 englischen Pfund ausgesetzt. Diesen sollte derjenige erhalten, der als Erstes den Ärmelkanal überflog. Levavasseur wollte diesen Preis unbedingt erringen und deshalb machte Latham eine ganze Reihe langer Testflüge mit der Antoinette IV.
Am 19. Juli 1909 startete Latham den ersten Versuch den Ärmelkanal mit einer Antoinette IV zu überfliegen. Der Startort war das Cap Blanc-Nez bei Sangatte an der französischen Küste. Begleitet wurde Latham von der französischen Fregatte Harpon. Um 6.42 Uhr startete der Flug. Latham schaffte die Überquerung allerdings nicht und stürzte nach einem Motorschaden nach 13 km Flug in den Kanal. Die Fregatte Harpon zog ihn und seine Maschine aus dem Meer.
Levavasseur setzte danach auf seine verbesserte Maschine Antoinette VII um den Kanal erneut zu überfliegen. Die Maschine machte am 25. Juli 1909 ihren Erstflug. Am gleichen Tag schaffte der Franzose Louis Blériot mit seinem Blériot-XI-Eindecker den Flug über den Ärmelkanal.
Levavasseur wollte trotzdem beweisen, das seine Antoinette VII ebenfalls dazu in der Lage war. Am 27. Juli startete Latham erneut. Diesmal kam das Flugzeug bis auf rund 2,5 km an die englische Küste heran, bevor wieder der Motor versagte. Latham wurde vom britischen Kampfschiff Russell geborgen.

## Flugwoche in Reims 1909
Bei der Flugwoche in Reims vom 22. bis zum 29. August 1909 trat Latham wieder mit der Antoinette VII auf. Dabei gewann er den Höhenpreis mit 155 m Flughöhe.

## Weitere Erfolge der Antoinette VII
Am 7. Januar 1910 erreichte Latham als erster Mensch 1.000 m Höhe mit einem Flugzeug. Im Laufe der nächsten zwei Jahre stellte Latham diverse Geschwindigkeits- und Langstreckenrekorde mit der Antoinette VII auf. So errang Hubert Latham am 23. April 1910 in Nizza den Geschwindigkeitsweltrekord für Landflugzeuge mit 77,579 km/h.
Levavasseur baute 1911 noch die Antoinette Typ Latham Monobloc, das erste vollverkleidete und aerodynamisch geformte Flugzeug. Es war allerdings mit 1.350 kg zu schwer, um mit einem 50 PS-Motor abzuheben.
Hubert Latham reiste 1912 nach Französisch-Kongo zur Großwildjagd. Er starb am 7. Juni 1912 bei einem Jagdunfall.

## Technische Daten
| Kenngröße             | Antoinette VII                                           |
| --------------------- | -------------------------------------------------------- |
| Besatzung             | ein Pilot, auch als Zweisitzer                           |
| Länge                 | 11,50 m                                                  |
| Spannweite            | 12,80 m                                                  |
| Höhe                  | 3,00 m                                                   |
| Flügelfläche          | 50 m²                                                    |
| Flügelstreckung       | 3,3                                                      |
| Startmasse            | 590 kg                                                   |
| Antrieb               | ein Achtzylinder-V-Motor Antoinette 8V mit 36 kW (50 PS) |
| Höchstgeschwindigkeit | 70 km/h                                                  |

## Museumsflugzeug
Eine Antoinette VII steht im Musée de l’air et de l’espace auf dem Flughafen Le Bourget. Ein flugfähiger Nachbau befindet sich im Fliegenden Museum in Großenhain.